# Khaled al-Hazaa
Khaled al-Hazaa (arabisch خالد الهزاع, DMG Ḫālid al-Hazāʿ; * 2. Dezember 1971) ist ein ehemaliger saudi-arabischer Fußballspieler.

## Karriere

### Klub
In der Saison 1992/93 spielte er für al-Nasr.

### Nationalmannschaft
Seinen ersten bekannten Einsatz für die saudi-arabische Nationalmannschaft hatte er am 15. Dezember 1992 bei dem 3:0-Halbfinalsieg im König-Fahd-Pokal 1992 über die USA in der Startelf. Auch im Finale kam er zum Einsatz, wie auch während der Gruppenphase der Asienmeisterschaft sowie in einem Gruppenspiel des Golfpokals 1992. 1993 wurde er noch in zwei Freundschaftsspielen aufgeboten.